# Лукинська (Тотемський район)
Луки́нська (рос. Лукинская) — присілок у складі Тотемського району Вологодської області, Росія. Входить до складу Калінінського сільського поселення.

## Населення
Населення — 3 особи (2010; 8 у 2002).
Національний склад (станом на 2002 рік):
- росіяни — 100 %